# Canadian Premier League 2024
La Canadian Premier League 2024 fue la sexta temporada de la Canadian Premier League, la primera división del fútbol de Canadá. El club Cavalry se consagró campeón luego de derrotar al Forge por el marcador de 2:1 en la final, logrando su primer título en este torneo.
La temporada comenzó el 13 de abril y terminó el 9 de noviembre.

## Sistema de disputa
Los 8 equipos jugarán la fase regular en sistema de todos contra todos 4 veces totalizando 28 partidos. Al término de la fase regular los cuatro primeros clasificados jugarán los play-offs. La ronda de los play-offs estará conformada por una fase de semifinales con partidos de ida y vuelta. Los ganadores jugarán la final donde se decidirá al campeón.
El ganador de los play-offs de la Canadian Premier League (CPL) 2024 y el ganador de la temporada regular de la CPL 2024 ganarán plazas en la Copa de Campeones de la Concacaf 2025, compitiendo contra equipos de toda América del Norte, Central y el Caribe por un lugar en la Copa Mundial de Clubes de la FIFA. La clasificación para la Copa de Campeones de Concacaf también estará disponible para los clubes de la CPL al ganar el Campeonato Canadiense de Fútbol.
En caso de que un club de la CPL tuviera varias plazas de clasificación para la Liga de Campeones de Concacaf, los clubes de la CPL que hayan acumulado la mayor cantidad de puntos de liga en la temporada regular ganarán las plazas restantes.

## Equipos participantes
| Equipo          | Ciudad                       | Estadio                   | Capacidad | Fundación | Títulos | Subtítulos | Proovedor | Patrocinador |
| --------------- | ---------------------------- | ------------------------- | --------- | --------- | ------- | ---------- | --------- | ------------ |
| Atlético Ottawa | Ottawa, Ontario              | Estadio TD Place          | 24 000    | 2020      | —       | 1          | Macron    |              |
| Cavalry         | Calgary, Alberta             | ATCO Field                | 6000      | 2018      | —       | 1          | Macron    | WestJet      |
| Forge           | Hamilton, Ontario            | Tim Hortons Field         | 10 016    | 2017      | 3       | 1          | Macron    | Tim Hortons  |
| HFX Wanderers   | Halifax, Nueva Escocia       | Wanderers Grounds         | 6200      | 2018      | —       | 1          | Macron    | Volkswagen   |
| Pacific         | Langford, Columbia Británica | Estadio Westhills         | 6500      | 2018      | 1       | —          | Macron    | Volkswagen   |
| Valour          | Winnipeg, Manitoba           | IG Field                  | 33 234    | 2017      | —       | —          | Macron    | OneSoccer    |
| Vancouver       | Langley, Columbia Británica  | Willoughby Community Park | 6560      | 2022      | —       | —          |           |              |
| York United     | York, Ontario                | York Lions Stadium        | 8000      | 2018      | —       | —          | Macron    | Macron       |

### Equipos por entidad federativa
| Provincia          | N.º | Equipos                                   |
| ------------------ | --- | ----------------------------------------- |
| Ontario            | 3   | Atlético Ottawa, Forge FC, York United FC |
| Columbia Británica | 2   | Pacific FC, Vancouver FC                  |
| Alberta            | 1   | Calvary FC                                |
| Manitoba           | 1   | Valour FC                                 |
| Nueva Escocia      | 1   | HFX Wanderers FC                          |

## Temporada regular

### Clasificación
| Pos. | Equipo          | Pts. | PJ | G  | E  | P  | GF | GC | Dif. | Clasificación                                                               |
| ---- | --------------- | ---- | -- | -- | -- | -- | -- | -- | ---- | --------------------------------------------------------------------------- |
| 1    | Forge (X)       | 50   | 28 | 15 | 5  | 8  | 45 | 31 | +14  | Avanza al primer play-off semifinal y a la Copa de Campeones de la Concacaf |
| 2    | Cavalry         | 48   | 28 | 12 | 12 | 4  | 39 | 27 | +12  | Avanza al primer play-off semifinal                                         |
| 3    | Atlético Ottawa | 44   | 28 | 11 | 11 | 6  | 42 | 31 | +11  | Avanza a cuartos de final                                                   |
| 4    | York United     | 39   | 28 | 11 | 6  | 11 | 35 | 36 | −1   | Disputarán play-in por el acceso a cuartos de final                         |
| 5    | Pacific         | 34   | 28 | 9  | 7  | 12 | 27 | 32 | −5   | Disputarán play-in por el acceso a cuartos de final                         |
| 6    | HFX Wanderers   | 30   | 28 | 7  | 9  | 12 | 37 | 43 | −6   |                                                                             |
| 7    | Vancouver       | 30   | 28 | 7  | 9  | 12 | 29 | 43 | −14  |                                                                             |
| 8    | Valour          | 28   | 28 | 7  | 7  | 14 | 31 | 42 | −11  |                                                                             |

 Fuente: Sitio oficial

### Resultados
| Local \ Visitante | OTA | CAL | FOR | HFX | PAC | VAL | VAN | YOR |
| ----------------- | --- | --- | --- | --- | --- | --- | --- | --- |
| Atlético Ottawa   | —   | 1–1 | 3–0 | 2–2 | 0–1 | 2–0 | 1–0 | 2–1 |
| Cavalry           | 1–1 | —   | 1–0 | 3–2 | 0–0 | 1–1 | 3–1 | 2–2 |
| Forge             | 3–0 | 2–1 | —   | 3–0 | 2–1 | 2–1 | 1–2 | 3–0 |
| HFX Wanderers     | 1–3 | 1–1 | 2–2 | —   | 0–0 | 1–2 | 3–2 | 2–1 |
| Pacific           | 0–1 | 1–1 | 0–0 | 1–0 | —   | 2–0 | 1–2 | 2–0 |
| Valour            | 0–2 | 0–1 | 2–1 | 2–1 | 2–3 | —   | 2–0 | 1–0 |
| Vancouver         | 1–1 | 0–0 | 1–2 | 2–0 | 2–1 | 4–1 | —   | 1–1 |
| York United       | 4–1 | 1–2 | 0–3 | 2–1 | 2–0 | 3–1 | 2–2 | —   |

| Local \ Visitante | OTA | CAL | FOR | HFX | PAC | VAL | VAN | YOR |
| ----------------- | --- | --- | --- | --- | --- | --- | --- | --- |
| Atlético Ottawa   | —   | 1–2 | 4–3 | 1–1 | 1–1 | 2–2 | 0–0 | 1–2 |
| Cavalry           | 2–2 | —   | 1–1 | 2–1 | 1–0 | 2–2 | 0–0 | 1–2 |
| Forge             | 0–2 | 2–1 | —   | 2–0 | 2–0 | 2–1 | 3–3 | 2–0 |
| HFX Wanderers     | 1–1 | 1–0 | 3–0 | —   | 2–2 | 3–1 | 1–1 | 2–1 |
| Pacific           | 0–3 | 1–4 | 1–0 | 3–0 | —   | 0–3 | 3–0 | 1–1 |
| Valour            | 1–1 | 1–2 | 0–1 | 1–1 | 1–0 | —   | 1–2 | 0–1 |
| Vancouver         | 0–3 | 0–1 | 1–3 | 0–4 | 1–0 | 1–1 | —   | 0–1 |
| York United       | 1–0 | 0–2 | 0–0 | 2–1 | 1–2 | 1–1 | 2–2 | —   |

## Play-offs

### Play-in
| 23 de octubre | York United                   | 2 – 0   | Pacific | York Lions Stadium, Toronto                            |                                                        |
| 19:30 (UTC-4) | - León 47' - Mo Babouli 90+2' | Reporte |         | Asistencia: 2203 espectadores Árbitro(s): Ben Hoskings | Asistencia: 2203 espectadores Árbitro(s): Ben Hoskings |

### Cuartos de final
| 27 de octubre | Atlético Ottawa                                | 2 – 2 (t. s.)(5:4 p.)      | York United                                              | Estadio TD Place, Ottawa                                        |                                                                 |
| 13:00 (UTC-4) | - Basset 47' - Del Campo 92' (pen.)            | Reporte                    | - Jimoh 90+2' - Mo Babouli 94'                           | Asistencia: 4630 espectadores Árbitro(s): Marie-Soleil Beaudoin | Asistencia: 4630 espectadores Árbitro(s): Marie-Soleil Beaudoin |
|               |                                                | Tiros desde el punto penal |                                                          |                                                                 |                                                                 |
|               | Đidić · Tissot · Del Campo · Zapater · Iliadis |                            | J. Córdova · Mo Babouli · Wright · Botello · J. Martínez |                                                                 |                                                                 |

### Semifinales

#### Primer partido
| 27 de octubre | Forge | 0 – 1   | Cavalry         | Tim Hortons Field, Hamilton                            |                                                        |
| 16:00 (UTC-4) |       | Reporte | Warschewski 27' | Asistencia: 6521 espectadores Árbitro(s): Yusri Rudolf | Asistencia: 6521 espectadores Árbitro(s): Yusri Rudolf |

#### Segundo partido
| 2 de noviembre | Forge              | 1 – 0   | Atlético Ottawa | Tim Hortons Field, Hamilton                             |                                                         |
| 16:00 (UTC-4)  | Owolabi-Belewu 53' | Reporte |                 | Asistencia: 6315 espectadores Árbitro(s): Michael Venne | Asistencia: 6315 espectadores Árbitro(s): Michael Venne |

### Final
| 9 de noviembre | Cavalry                                | 2 – 1   | Forge                 | ATCO Field, Calgary                                    |                                                        |
| 13:00 (UTC-7)  | - Warschewski 32' (pen.) - Camargo 38' | Reporte | Achinioti-Jönsson 52' | Asistencia: 7052 espectadores Árbitro(s): Yusri Rudolf | Asistencia: 7052 espectadores Árbitro(s): Yusri Rudolf |

|                             |
| Bandera de Canadá           |
| Campeón Cavalry 1.er título |

## Goleadores
- Actualizado el 27 de octubre de 2024.

| Jugador            | Equipo          | Goles |
| ------------------ | --------------- | ----- |
| Tobias Warschewski | Cavalry         | 13    |
| Rubén del Campo    | Atlético Ottawa | 12    |
| Alejandro Díaz     | Vancouver       | 10    |
| Brian Wright       | York United     | 9     |